# او یک بچه دارد
او یک بچه دارد (به انگلیسی: She's Having a Baby) فیلمی محصول سال ۱۹۸۸ و به کارگردانی جان هیوز است. در این فیلم بازیگرانی همچون کوین بیکن، الیزابت مک‌گاورن، الک بالدوین، ویلیام ویندام، هالند تیلور، کاترین دیمون، بیل اروین، جان اشتون، پال گلیسون، دنیس داگن، لری هانکین، ادی مک‌کلرگ، نانسی لنهان، مایکل کیتون، وودی هارلسون، متیو برودریک و لیلی تیلور ایفای نقش کرده‌اند.